# 산둥 항공
산둥 항공(중국어: 山东航空公司, 영어: Shandong Airlines)는 중화인민공화국의 항공사이며, 허브 공항은 지난 야오창 국제공항을 사용하고 있다.

## 운항 노선
- 2012년 2월 현재 산둥 항공은 다음과 같은 노선을 운항하고 있다.

### 코드쉐어 협정
- 2015년 9월 기준으로 산둥 항공은 다음과 같은 항공사와 코드쉐어 협정을 하고 있으며 스타 얼라이언스 회원과 제휴를 맺고 있다.

| - 선전 항공 (스타 얼라이언스) - 쓰촨 항공 - 아시아나항공 (스타 얼라이언스) - 에바 항공 (스타 얼라이언스) - 유니항공 - 전일본공수 (스타 얼라이언스) - 중국국제항공 (스타 얼라이언스) - 차이나 익스프레스 항공 - 칭다오 항공 |

## 보유 기종
- 2020년 8월 기준으로 산둥 항공은 다음과 같은 기종을 보유하고 있으며 평균 기령은 5.7년이다.[1]

## 사건 및 사고
- 2007년 8월 12일 옌타이 라이산 국제공항에서 봄바디어 CRJ200 항공기가 홍수로 물에 잠기자, 직원들이 항공기를 밀어서 안전지대로 옮겼다.[2]